# 西蒙娜·阿默纳尔
西蒙娜·阿默纳尔（羅馬尼亞語：Simona Amânar，1979年10月7日—），罗马尼亚女子竞技体操运动员。她曾代表罗马尼亚在夏季奥运会体操比赛中获得3枚金牌、1枚银牌和3枚铜牌。